# Nenad Injac
Nenad Injac (in serbo Ненад Ињaц?; Belgrado, 4 settembre 1985) è un ex calciatore serbo, di ruolo attaccante.

## Carriera
Ha giocato nella massima serie dei campionati serbo, russo, saudita, kazako, armeno ed uzbeko.